# Adam Faith
 (avril 2020).
Si vous disposez d'ouvrages ou d'articles de référence ou si vous connaissez des sites web de qualité traitant du thème abordé ici, merci de compléter l'article en donnant les références utiles à sa vérifiabilité et en les liant à la section « Notes et références ».
Adam Faith, né le 23 juin 1940 à East Acton (Ealing, Londres) et mort le 8 mars 2003 à Stoke-on-Trent, est un chanteur, acteur et journaliste financier britannique. 
Figure parmi les pionniers du rock britannique, en compagnie de Cliff Richard et de Marty Wilde, il entame sa carrière en 1957 et devient rapidement l'un des plus importants chanteurs de musique pop britannique, devant son succès à sa voix et à son association avec le compositeur John Barry. Il était alors encore peu courant que des artistes européens apparentés au rock'n'roll enregistrent un répertoire original, beaucoup préférant adapter des succès venus d'outre Atlantique.  

## Biographie
Vingt-quatre de ses chansons sont entrées dans les hit-parades britanniques (Official UK Top 40), dont onze dans le Top 10 (la dernière en octobre 1963), parmi lesquelles deux N°1, What Do You Want ? (4 décembre 1959) et Poor Me (3 mars 1960). 
Il apparaît par ailleurs dans le film Beat Girl, le premier film dont John Barry ait composé la bande originale, avant de travailler sur celle des James Bond. 
À partir des années 1980, il s'intéresse aussi à la finance et devient journaliste financier. Il terminera hélas en banqueroute, après des investissements mal avisés.
Après une opération à cœur ouvert en 1986, il meurt en 2003 d'une attaque cardiaque.  